# Werner Stengel
Werner Stengel, né le 22 août 1936 à Bochum, est un designer et ingénieur allemand connu dans le domaine de la conception de montagnes russes. Il est le fondateur de Stengel Engineering, également connu sous le nom Ingenieur Büro Stengel GmbH.
Il est considéré comme un des principaux précurseurs dans le domaine des montagnes russes ayant mis au point plusieurs technologies les concernant.

## Biographie
Il étudie l'ingénierie à l'université de Cassel de 1959 à 1962 puis continue son diplôme d'ingénieur à l'université de Munich de 1962 à 1966. Stengel a d'abord travaillé en collaboration avec Anton Schwarzkopf en 1963. Il a créé sa propre compagnie, "Stengel Engineering", le 28 mars 1965.
Sa collaboration avec Schwarzkopf permis la mise en place de nombreuses innovations dans la conception des montagnes russes. Il innove par exemple en 1975 en construisant le premier « looping modernes » comme élément de parcours de Revolution, pour le parc Six Flags Magic Mountain. L'originalité, admise et encore utilisée aujourd'hui, est de ne pas donner à l'inversion la forme de cercle, mais plutôt une clothoïde. Cette forme garantit le confort des passagers, en assurant la continuité de l'accélération verticale subie.
En 1976, Stengel et Schwarzkopf créent le premier lancement horizontal sur montagnes russes "Shuttle Loop". Il a également été un pionnier de l'utilisation de la figure heartline, dont le principe est de faire tourner les rails en fonction de la place du cœur des passagers.
Stengel Engineering conçoit en 1991 les premières montagnes russes inversées, Batman: The Ride, inspirées des télésièges.
Depuis la retraite de Schwarzkopf, il a maintenu sa position dans l'industrie des parcs de loisirs, et a travaillé depuis pour la plupart des montagnes russes à records, comprenant Son of Beast, Millennium Force, Superman the Ride, Top Thrill Dragster, Kingda Ka, Mystery Mine, El Toro, et beaucoup d'autres. En 2004, sur la liste des 50 premières montagnes russes en métal récompensées du Golden Ticket Awards d'Amusement Today, 72 % avait un lien direct avec Stengel Engineering.
Il a reçu un doctorat honoris causa de l'université de Göteborg (Suède) en 2005, pour sa « créativité inépuisable qui allie la physique, la conception avec les sensations du corps dans les montagnes russes ».
En 2007, Stengel a célébré ses 500e montagnes russes avec l'ouverture de Maverick, situé à Cedar Point. Il est aujourd'hui en semi-retraite et travaille comme consultant dans l'industrie des parcs. Il a été récompensé en 2009 de la croix de chevalier de l'ordre du Mérite de la République fédérale d'Allemagne.